# Conventie voor de samenwerking van de Nederlandse Antillen met de Europese Economische Gemeenschap
De Conventie van de Nederlandse Antillen is een internationale overeenkomst tussen de Nederlandse Antillen en de destijds Europese Economische Gemeenschap (momenteel de Europese Unie). De conventie voorzag een aanpassing van het Verdrag tot oprichting van de Europese Economische Gemeenschap. Door de aanpassing van het verdrag werd het mogelijk dat de Nederlandse Antillen een bijzondere associatieregeling zou krijgen binnen de EEG. Een verdragsherziening was nodig, omdat de overige lidstaten van de EEG een protocol wilden toevoegen betreffende de import van fijne aardolieproducten uit de Nederlandse Antillen.

## Achtergrond
Het Statuut voor het Koninkrijk der Nederlanden (1954) verdeelde het Koninkrijk der Nederlanden in drie constitutionele delen, namelijk Nederland, de Nederlandse Antillen en Suriname. De drie landen waren gelijkwaardig binnen het koninkrijk en zodoende had Nederland alleen voor zichzelf onderhandeld bij de Verdragen van Rome in 1957. Een speciaal protocol in zowel het Verdrag betreffende de oprichting van de Europese Economische Gemeenschap en het Verdrag tot oprichting van Euratom stelde dat het koninkrijk aanpassing mocht maken voor alleen de Nederlanden en Nederlands-Nieuw-Guinea of als een volledig koninkrijk. In 1957 werden de Verdragen van Rome alleen geratificeerd door de Nederlanden en Nederlands-Nieuw-Guinea. Een Declaratie van Intentie voor de Associatie van Suriname en de Nederlandse Antillen met de EEG was, echter, verbonden met een laatste optreden van de Intergouvernmentele Conferentie voor de Gemeenschappelijke Markt en Euratom.
"De overheden van het Koninkrijk België, de Bondsrepubliek Duitsland, de Franse Republiek, de Italiaanse Republiek, het Groothertogdom Luxemburg en het Koninkrijk der Nederlanden nemen in consideratie de nauwe banden met de verschillende delen van het Koninkrijk der Nederlanden.
Aangemoedigd om de traditionele handelsstromen met de lidstaten van de Europese Economische Gemeenschap aan de ene kant en Suriname en de Nederlandse Antillen aan de andere kant te behouden en te intensiveren, en om een bijdrage te leveren aan de economische en sociale ontwikkeling van deze landen.
Vaststellend hun bereidheid, zo snel als het Verdrag in werking treedt, om onderhandelingen te openen op verzoek van het Koninkrijk der Nederlanden, met het oog op afsluitende conventies voor de economische associatie van Suriname en de Nederlandse Antillen met de Gemeenschap.

## Amendementen
Het Koninkrijk der Nederlanden deed op 2 juni 1962 een voorstel voor een verdragsherziening. Het voorstel werd met goedkeuring ontvangen door de Europese Commissie, het Europees Parlement en de Europese Raad op respectievelijk 10 september, 19 oktober en 22 oktober. Een intergouvernementele conferentie werd gehouden op 13 november en leidde tot de ondertekening van een conventie.
De conventie bestaat uit vier artikelen. Het eerste artikel bepaalt dat de Nederlandse Antillen zal worden toegevoegd aan de lijst in Annex IV van het Verdrag tot oprichting van de Europese Unie. Artikel 2 voegt een ander protocol toe tot het EEG-verdrag. Het Protocol betreffende de import van fijne aardolieproducten van de Nederlandse Antillen in de Europese Economische Gemeenschap werd toegevoegd. In artikel 3 wordt het ratificatieproces behandelend en in artikel 4 worden de authentieke versies van het verdrag beschreven.